# Studebaker Golden Hawk
La Golden Hawk era un'autovettura coupé due porte hardtop, senza montanti centrali, prodotta dalla Studebaker Corporation di South Bend, Indiana, tra il 1956 e il 1958. Questa vettura sostituì la Studebaker Speedster.

## Contesto
La Golden Hawk è stata la penultima vettura disegnata da Raymond Loewy per la Studebaker, mentre la Studebaker Avanti fu l'ultima vettura Studebaker realizzata da questo designer.
La base della Golden Hawk era rappresentata dalla Studebaker Champion del 1953. Anche questa vettura era una grande coupé hardtop.
Venne aggiunta una grande calandra a disegno esagonale e una linea del cofano più alta al posto del precedente muso aguzzo. Anche il bagagliaio era più alto mentre erano state aggiunte delle code sulla parte posteriore.

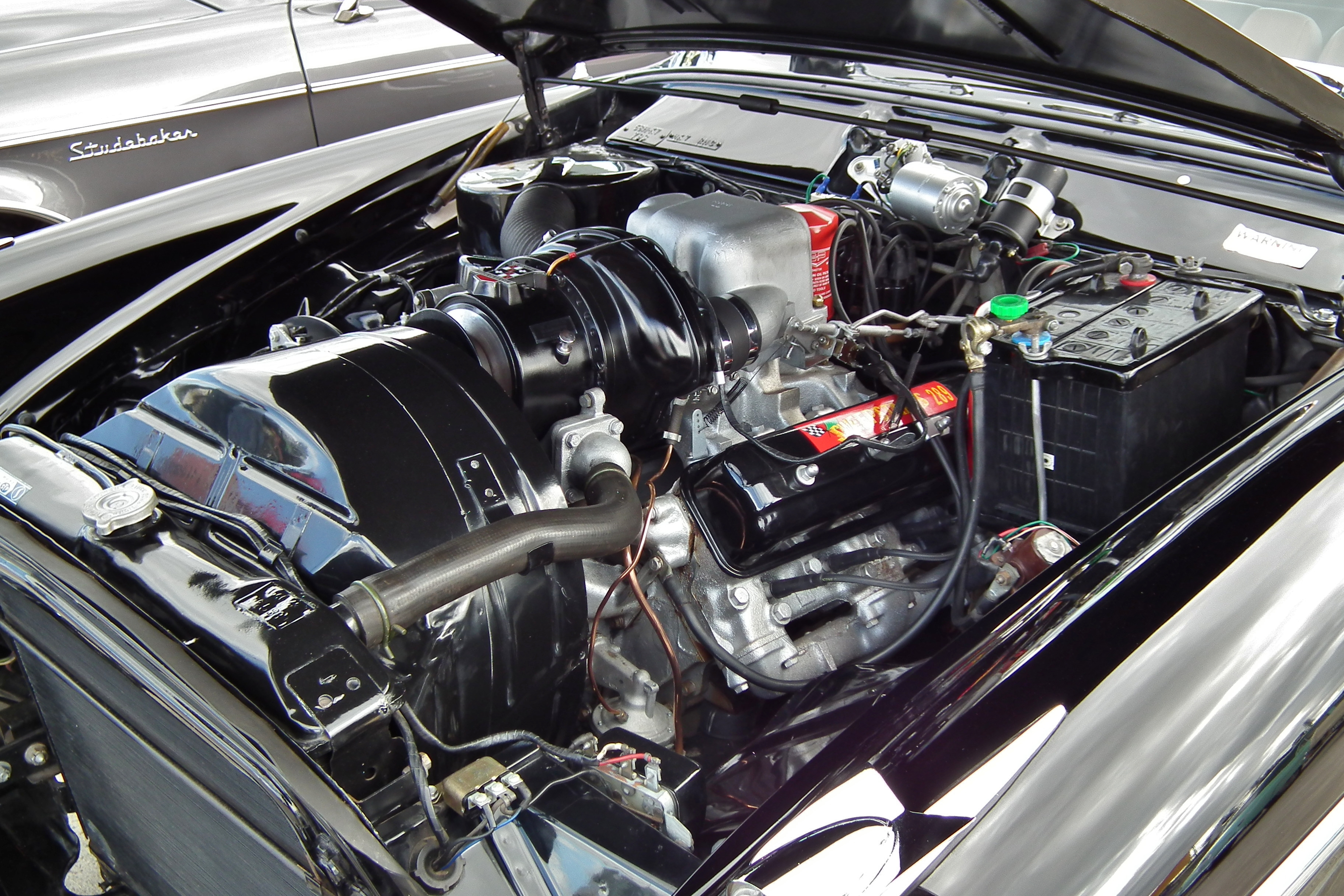
Il motore

La linea del cofano e del muso venne ritoccata per poter ospitare il motore scelto per questa vettura: un 5,8 L (352in3) V8 prodotto dalla Packard. La potenza fornita da questa unità era di 275 CV (205 kW). Questo potente motore, montato su una struttura leggera, fornì alla vettura un valido rapporto peso/potenza. Nel 1956 la Golden Hawk per prestazioni era seconda solo alla Chrysler 300B che però era una vettura derivata da quelle che partecipavano al campionato NASCAR. Queste due vetture si possono considerare le auto che hanno indicato la via che ha poi portato alle Muscle car.
Il motore dava alla Golden Hawk la reputazione di vettura pesante sull'anteriore e dalla scarsa manovrabilità, ma le prove su strada del periodo non confermano questa opinione. Nel 1956 la rivista Speed Age effettuò una prova comparativa  tra la Golden Hawk, la Ford Thunderbird e la Chevrolet Corvette. La Golden Hawk risultò la più veloce nella prova di accelerazione da 0 a 60 mph (0-96 km/h) con 7,8 secondi e sui 400 metri (sul quarto di miglio). La velocità massima più elevata registrata fu di 201 km/h (125 mph).
La vettura veniva venduta con una grande disponibilità di colori tra i quali anche la possibilità di richiedere una verniciatura bicolore. In questo caso la vettura veniva verniciata usando due toni contrastanti. Il tetto e i pannelli della coda erano di un colore mentre il resto della vettura era verniciato con il colore base. In seguito questo schema venne modificato le ultime vetture prodotte nel 1956 adottavano uno schema bicolore più semplice: la parte superiore della vettura, a partire dalla linea mediana, era di un colore mentre tutte le parti della vettura sotto questa linea erano verniciate con il colore base.

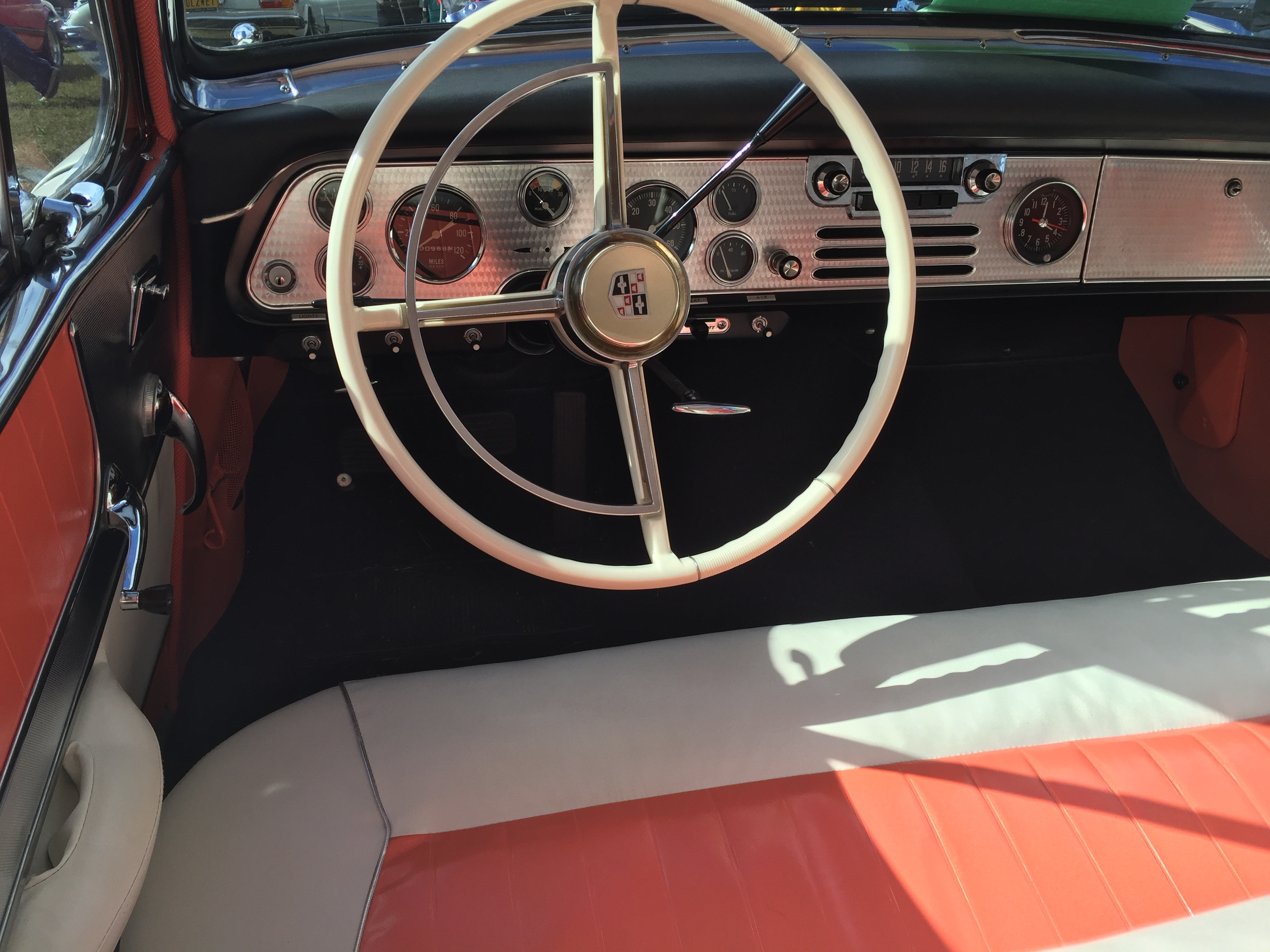
Interni

Per mantenere il prezzo di acquisto ad un livello inferiore a quello della President Speedster venne deciso di ridurre gli equipaggiamenti di base mentre la lista degli optional disponibili venne incrementata. Anche le luci di direzione erano, tecnicamente, un optional.
La Golden Hawk si aggiunse alle altre tre vetture della gamma Hawk che venivano prodotte quell'anno ma questa rimaneva l'unica vettura con prestazioni superiori mentre le altre erano più indirizzate ad un uso normale.

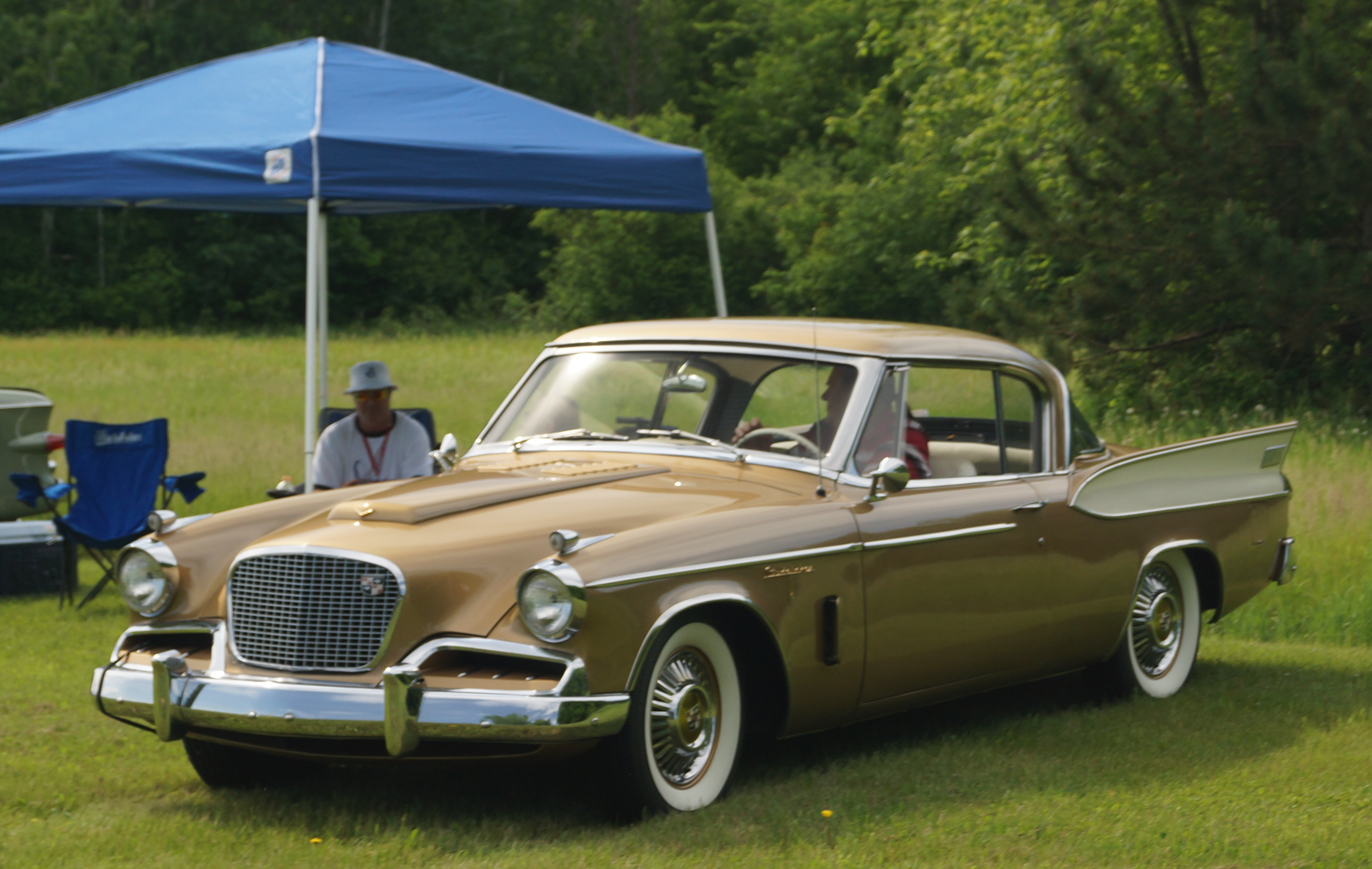
Una Golden Hawk del 1957

L'auto continuò ad essere prodotta nel 1957 e nel 1958. Il maggiore cambiamento che subì la vettura fu la comparsa di una gobba sul cofano dovuta alla sostituzione del motore Packard 5,8 L V8 (352in3), non più disponibile, con il 4,7 L (289in3) dotato di compressore McCulloch. Questo nuovo motore forniva quasi la stessa potenza del precedente essendo però più leggero di 82 kg. La sostituzione del motore migliorò la maneggevolezza della vettura e la velocità massima rendendo queste vetture le Golden Hawk più performanti. Anche l'estetica della vettura subì dei ritocchi, con le code che erano concave e poste sui lati che, a loro volta, erano evidenziati da una fascia cromata e verniciati con un colore contrastante. La Golden Hawk del 1958 montava gomme da 356 mm al posto di quelle da 381. Questo rendeva la vettura leggermente più bassa.
Nel 1957 la gamma Hawk venne rivista e la Golden Hawk sostituì la Sky Hawk. Venne introdotta anche una versione più lussuosa della vettura: la 400. Questa versione era dotata di interni in pelle, di ornamenti diversi e di un bagagliaio completamente rivestito.
Come per tutte le altre vetture di lusso il modello fu colpito dalla recessione economica che colpì la fine degli anni '50 e, dopo soli 878 esemplari venduti in tutto il 1958, la produzione venne interrotta. Da essa deriverà la Packard Hawk.